# 灯饰设计
灯饰设计分几大類：

一、照明灯具的设计，如民用或工用灯具。

二、现代照明户外灯具设计。

三、城市照明。如道路、建筑物、霓虹灯照明等。

四、专指商业卖场、舞台等人群聚集地的照明设计。